# Kế hoạch Schlieffen
Kế hoạch Schlieffen (tiếng Đức: Schlieffen-Plan, phát âm [ʃliːfən plaːn]) được đặt tên, sau chiến tranh thế giới thứ nhất, theo các kế hoạch chiến tranh Đức và ảnh hưởng của Nguyên soái Alfred von Schlieffen và tư tưởng của ông về cuộc xâm lược của Pháp và Bỉ vào ngày 4 tháng 8 năm 1914. Schlieffen là Tổng tham mưu Quân đội Đức từ năm 1891 đến năm 1906. Năm 1905 và 1906, Schlieffen đã vạch ra kế hoạch triển khai quân đội cho một cuộc tấn công chiến tranh chống lại Cộng hòa thứ ba Pháp. Sau khi mất trong Chiến tranh thế giới thứ nhất, các sử gia Đức chính thức của Reichsarchiv và các nhà văn khác đã mô tả kế hoạch này như là một kế hoạch chi tiết cho chiến thắng. Generaloberst (Đại tá tướng) Helmuth von Moltke Trẻ, đã kế nhiệm Schlieffen với tư cách là Tham mưu trưởng của Đức vào năm 1906 và bị cách chức sau trận đầu tiên của Marne (5-12 tháng 9 năm 1914). Các sử gia Đức cho rằng Moltke đã hủy hoại kế hoạch bằng cách can thiệp vào nó.

Bản đồ của Kế hoạch Schlieffen và các biện pháp đối kháng của Pháp dự kiến trong Kế hoạch XVII.

Kế hoạch này bao gồm Đức đã hy sinh Đông Phổ để rút lui xuống Hạ Wisła, vì lợi ích của một cuộc tấn công mạnh mẽ trên biên giới Pháp. Quân đội Đức sau đó sẽ huy động 1.500.000 quân cho cuộc tấn công ở phía tây, trong khi giữ 500.000 quân ở phía đông để đẩy lùi cuộc tấn công của quân Nga, tổng cộng 2,7 triệu quân. Pháp và Anh sẽ huy động khoảng 3.901.000 quân trong những tuần đầu tiên để đẩy lùi kẻ thù.
Schlieffen là kế hoạch giúp Đức đối phó thành công với một cuộc chiến trên cả hai mặt trân với Pháp và Nga. Mà theo đó Schlieffen ước tính rằng nếu sải ra trường hợp như thế thì Nga sẽ triển khai tổng động viên quân chậm hơn là 48 ngày, và khoảng thời gian đó Đức sẽ dồn hết mọi lực lượng mình có để tiêu diệt Pháp sau đó quay sang đánh Nga sau. Điểm yếu chết người của kế hoạch này là Đức buộc phải tiêu diệt toàn bộ Pháp chỉ trong vòng 48 ngày trước khi con gấu Nga xuất hiện.